# Henny Alma
Henny Alma, pseudoniem van Hendrika Elisabeth van den Broek (Den Haag, 21 juli 1923 – Amsterdam, 15 december 2006), was een Nederlands actrice.

## Loopbaan
Alma groeide op in Scheveningen en nam balletles. Ze debuteerde al op jeugdige leeftijd bij het Residentie Toneel, maar legde in 1950 om gezondheidsredenen haar werk neer. Ze had net in de film De dijk is dicht gespeeld met Kees Brusse. Aan het einde van de jaren zestig ging ze weer werken en speelde vanaf dat moment hoofdzakelijk in films en op televisie. 
Op televisie was ze onder andere te zien als Mevrouw Buwalda in de televisieserie De kleine waarheid. Ze speelde in de films Help, de dokter verzuipt!, Een brug te ver, De grens en Soldaat van Oranje.
De laatste jaren van haar leven woonde Henny Alma in het Dr. Sarphatihuis aan de Roetersstraat in Amsterdam. Ze overleed op 83-jarige leeftijd.

## Televisie
- De Blanke Slavin (1969)
- Invasie (1969/1970)
- De kleine waarheid
- De politie (1970/71)
- Waaldrecht (1974)
- Oom Ferdinand en de Toverdrank (1974)
- Hof van Holland (1975/1976)
- Klaverweide (1975)
- Dat ik dit nog mag meemaken (1975)
- Peter en de Vliegende autobus (1976)
- Esther (1977)
- Hollands glorie (1977)
- Uit de wereld van Guy de Maupassant (1978)
- Dubbelleven (1978)
- Kant aan m'n broek (1978)
- Ons goed recht (1979)
- Schipper naast God (1980)